# Појас и пут
Иницијатива Појаса и Пута или Један појас, један пут (енгл. One Belt, One Road, поједностављени кинески 一带一路|t=一帶一路 традиционални кинески 一带一路|t=一帶一路) је развојна стратегија коју је предложио кинески председник Си Ђинпинг која се фокусира на повезивање и сарадњу између Народне Републике Кине и остатка Евроазије, а који се састоји од две компоненте — копненог „Економског појаса Свиленог пута“ (СРЕБ) и прекоморског „Поморског свиленог пута“ (МСР). Стратегија наглашава кинеско настојање да се узме већа улога у глобалним збивањима и потребу за сарадње у областима као што је производња челика.
Објављена је у септембру и октобру 2013. кроз службено проглашавање иницијатива СРЕБ и МСР. Такође је промовише премијер Ли Кећанг током државних посета у Азији и Европи. То је био најчешће спомињан концепт у листу Женмин Жибао 2016. године.